# La scuola di pizze in faccia del professor Calcare
La scuola di pizze in faccia del professor Calcare è un fumetto di Zerocalcare, pubblicato da BAO Publishing nel 2019.
Il volume è una raccolta di storie pubblicate tra il 10 maggio 2015 ed il 22 febbraio 2019 sul suo blog e su siti, giornali e riviste con cui l'autore ha collaborato. A queste si aggiunge una storia inedita divisa in tre parti, come la raccolta.
A questi contenuti, la prima tiratura aggiunge una storia in più che non verrà inclusa nelle ristampe. La storia si chiama "Autocensure", scritta per il festival letterario Gita al Faro e ha come protagonista Gaetano Bresci.

## Copertina originale
Con un post sulla sua pagina Facebook, l'autore comunica che originariamente la copertina del libro doveva essere diversa. Affidata ad Alberto Madrigal, illustratore spagnolo, la versione originale prevedeva uno sfondo con raggi rossi dinamici. Questa versione della copertina, anticipata su internet, era pronta per essere usata per la stampa, quando due autori coreani, collaboratori della casa editrice, hanno informato la BAO Publishing che quei raggi richiamavano la bandiera imperiale giapponese della collaborazione con la Germania nazista. A seguito di questo scambio, BAO Publishing ha chiesto ad Alberto Madrigal di preparare una nuova copertina.